# Гамелейрас
Гамелейрас (порт. Gameleiras) — муниципалитет в Бразилии, входит в штат Минас-Жерайс. Составная часть мезорегиона Север штата Минас-Жерайс. Входит в экономико-статистический микрорегион Жанауба. Население составляет 5314 человек на 2006 год. Занимает площадь 1733,399 км². Плотность населения — 3,1 чел./км².

## Статистика
- Валовой внутренний продукт на 2003 год составляет 17 780 803,00 реалов (данные: Бразильский институт географии и статистики).
- Валовой внутренний продукт на душу населения на 2003 год составляет 3360,58 реалов (данные: Бразильский институт географии и статистики).
- Индекс развития человеческого потенциала на 2000 год составляет 0,981 (данные: Программа развития ООН).